# Guns, Girls and Gambling
Guns, Girls and Gambling (bra: Tiros, Garotas e Trapaças) é um filme norte-americano, dos gêneros comédia de ação, e suspense policial dirigido por Michael Winnick. Lançado em 2012, foi protagonizado por um ensemble cast formado por Gary Oldman, Christian Slater, Megan Park, Helena Mattsson, Tony Cox, Chris Kattan, Powers Boothe, Michael e Eddie Spears, e Jeff Fahey.

## Sinopse
Esta história joga imitadores de Elvis Presley, nativos americanos, um cowboy, uma bela assassina loira, um garoto de fraternidade, dois xerifes corruptos, a garota da casa ao lado e uma prostituta em uma perseguição por um artefato nativo americano de um milhão de dólares roubado durante um jogo de pôquer em um cassino.

## Elenco
- Christian Slater como John Smith/Lee
- Gary Oldman como Elvis
- Megan Park como Cindy, a garota da casa ao lado
- Helena Mattsson como a Loira/Annabelle
- Dane Cook como Xerife Hutchins
- Sam Trammell como o xerife Cowley
- Jeff Fahey como o caubói
- Tony Cox como o pequenino Elvis
- Chris Kattan como Gay Elvis
- Anthony Brandon Wong como o Elvis ásiático
- Gordon Tootoosis como o chefe
- Michael Spears como Redfoot
- Eddie Spears como Darkeyes
- Matt Willig como o índio
- Powers Boothe como o rancheiro
- Danny James como Mo
- Heather Roop como Vivian, mulher no bar

## Produção
O filme foi anunciado pela primeira vez em 17 de junho de 2010.. Algumas das filmagens ocorreram em Utah. Em 8 de julho de 2010, Megan Park foi confirmada como integrante do elenco.
Em 13 de julho de 2010, foi confirmado que Chris Kattan e Helena Mattsson integraram o elenco. Em 14 de julho de 2010, Jeff Fahey foi anunciado para se juntar ao elenco.
A fotografia principal começou em 6 de julho de 2010.
O filme não é avaliado. No entanto, na Dish TV, é classificado como NC-17.

## Lançamento
O filme foi lançado em DVD na América do Norte em 8 de janeiro de 2013.